# Trevathana noae
Espèce
Trevathana noae est une espèce de crustacés cirripèdes de la famille des Pyrgomatidae.

## Distribution
Cette espèce est endémique des îles Cocos en Australie.
Elle se rencontre sur Favia stelligera.

## Description
Trevathana noae mesure 4 mm de diamètre.

## Étymologie
Cette espèce est nommée en l'honneur de Noa Simon-Blecher.

## Publication originale
- Achituv & Hosie, 2013 : Trevathana noae, a new species of coral inhabiting barnacle (Cirripedia: Thoracica: Pyrgomatidae). Zootaxa, no 3731 (1), p. 106–112.